# Millennium
《Millennium》是beyond2000年的精選集。

## 曲目
1. 喜歡你
2. 冷雨夜
3. 原諒我今天
4. 是錯也再不分
5. 誰伴我闖蕩
6. 願我能
7. 曾是擁有
8. 未曾後悔
9. 無淚的遺憾
10. 懷念你
11. 灰色軌跡
12. 報答一生
13. 真的愛你
14. 再見理想
15. 光輝歲月
16. AMANI
17. 秘密警察
18. 東方寶藏
19. 爆裂都市
20. 阿拉伯跳舞女郎
21. 歲月無聲
22. 昔日舞曲
23. 午夜流浪
24. 衝開一切
25. 不再猶豫
26. 午夜怨曲
27. 舊日的足跡
28. 大地
29. 孤單一吻
30. 送給不知怎去保護環境的人(包括我)
31. 俾面派對
32. 堅持信念